# Oliver Cromwell
Oliver Cromwell (n. 25 aprilie/5 mai 1599, Huntingdon, Regatul Angliei – d. 3/13 septembrie 1658, Greater London, Anglia, Regatul Unit) a fost un lider militar și politic englez, cunoscut în special pentru contribuția sa la transformarea Angliei într-o republică federală („Commonwealth”) și pentru rolul său ulterior de Lord Protector al Angliei, Scoției și Irlandei. Armata sa, a Noului Model, i-a înfrânt pe regaliști în cadrul Războiului Civil Englez. După executarea regelui Carol I în 1649, Cromwell a dominat Commonwealth-ul de scurtă durată al Angliei, a cucerit Irlanda și Scoția, și a fost Lord Protector din 1653 până la moartea sa în 1658.
Cromwell provenea din clasa gentryului de mijloc, și a fost un personaj mai degrabă obscur în primii patruzeci de ani de viață, ajungând fermier yeoman în anii 1630 din motive personale și financiare. Cu toate acestea, a revenit în rândul gentryului mulțumită unei moșteniri lăsate de unchiul său. O experiență de conversiune religioasă din aceeași decadă l-a determinat să adopte un stil independent de puritanism ca nucleu de bază al vieții și acțiunilor sale.
Cromwell a fost membru al Parlamentului (Camera Comunelor) de Cambridge în Parlamentul Scurt (1640) și în Parlamentul Lung (1640-49), și s-a implicat mai apoi în Războiul Civil Englez de partea „Capetelor rotunde” sau parlamentarilor. Un soldat excelent, a trecut de la comandarea unei singure trupe de cavalerie la comanda întregii armate. Cromwell a fost a treia persoană care a semnat sentința de moarte a lui Carol I în 1649, și a fost membru al Rump Parliament (1649-1653), fiind desemnat de Rump să preia comanda campaniei engleze în Irlanda (1649-1650). A condus apoi o campanie împotriva armatei scoțiene între 1650-1651. Pe 20 aprilie 1653 a dizolvat parlamentul Rump, organizând o Adunare de scurtă durată cunoscută ca Barebone's Parliament, înainte să ajungă Lord Protector al Angliei, Scoției și Irlandei pe 16 decembrie 1653. Instrumentele guvernării sale autoritare au fost armata și centralizarea administrativă. În plan religios, Oliver Cromwell a instaurat un regim de toleranță pentru toate cultele protestante, iar catolicii au fost mai puțin persecutați decât în vremea conducerii prezbiteriene. Ca orice puritan, el a privit învățământul cu seriozitate și l-a sprijinit cu bani și prin donații din pământurile bisericești.
Când regaliștii au revenit la putere în 1660, cadavrul său a fost exhumat, atârnat în lanțuri, și decapitat. Cromwell a fost o figură controversată în istoria Britaniei și Irlandei - un dictator regicid conform unor istorici (precum David Hume sau Cristopher Hill) și un erou al libertății pentru alții (precum Thomas Carlyle sau Samuel Rawson Gardiner). În Britania memoria sa este onorată, și a fost de exemplu ales între primii 10 britanici într-un sondaj BBC. Cu toate acestea, măsurile sale împotriva catolicilor irlandezi au fost caracterizate de unii istorici ca un adevărat genocid sau aproape, iar în Irlanda este văzut într-o lumină foarte nefavorabilă.
Conform istoricului irlandez Micheál Ó Siochrú, masacrele de la Drogheda și Wexford din 1649 se numără printre cele mai mari atrocități din istoria anglo-saxonă.
A fost una dintre marile personalități ale istoriei Angliei, participant direct la evenimentele din timpul Revoluției și figura centrala a Protectoratului. Născut la Hettington, într-o familie de mici nobili de confesiune puritana, Cromwell și-a făcut studiile la colegiul din Cambridge. El devine unul dintre conducătorii opoziției în Parlamentul convocat de Carol I în 1640. Se evidenția printre deputați prin figura sa puternica, trăsăturile dure ale fetei, vocea impunătoare, cuvântările adânc religioase, accesibile și convingătoare. Pentru eroismul manifestat în prima mare bătălie cu armata regala de la Marston Moor, cavaleria lui Cromwell a fost numită "coastele de fier". Dictatura militară, stabilită de Cromwell cu sprijinul armatei și burgheziei, a devenit ereditară, dar Lord Protectorul-Cromwell a renunțat să se încoroneze ca rege. După moartea lui, „Lord Protector” a fost numit fiul său, Richard Cromwell, o figură politică neînsemnată, înlăturată de Stuarți.